# Chór im. św. Grzegorza przy Bazylice OO. Franciszkanów w Katowicach Panewnikach
Chór im. św. Grzegorza przy Bazylice OO. Franciszkanów w Katowicach Panewnikach – chór parafialny działający przy Parafii św. Ludwika Króla i Wniebowzięcia Najświętszej Maryi Panny w katowickiej dzielnicy Ligota-Panewniki.

## Historia
Chór powstał z inicjatywy organisty Henryka Godźka i panewnickiego wikariusza parafialnego o. Marka Pieloka OFM 2 stycznia 1942. Do 1949 chórem dyrygowali: Piotr Górecki, o. Leon Wojsyk oraz o. Marek Pielok. Chórzyści wykonywali w pierwszym okresie przede wszystkim śpiewy łacińskie w czasie zgromadzeń liturgicznych. Po II wojnie światowej włączono pieśni w języku polskim. W latach 1945–1949 chór był zarejestrowany jako stowarzyszenie. W 1949 władze komunistyczne zabroniły gromadzenia się w kościelnych stowarzyszeniach. Chór nie zawiesił swojej działalności. W 1949 opiekunem i dyrygentem został o. Damascen Janosz OFM. Prowadził on chór do 1993. Stałymi współpracownikami byli: kompozytor o. Ansgary Malina OFM, o. Sylwester Swaczyna, o. Marceli Mikołajczyk i dyrygentka Renata Dołęga. Jako akompaniatorzy towarzyszyli chórowi organiści: Wiktor Pinkawa, a następnie jego syn Zygmunt Pinkawa. Od 1999 do 2008 dyrygentem był Janusz Muszyński, następnie do 2012 Aldona Kciuk-Herberg.

## Osiągnięcia
- 2009 − 3. miejsce na IX Festiwalu Pieśni Maryjnej Magnificat[2]
- 2013 − 3. miejsce na IX Ogólnopolskim Przeglądzie Chórów Kościelnych Pieśni Pokutnej i Pasyjnej w Żorach[3]

## Repertuar
Chór wykonuje m.in.:
- Messe brevé in C - Charles Gounod
- Missa in G-dur in honorem St. Caroli Borromaei - Max Filke
- Missa in honorem St. Stanislai Kostka - Antoni Chlondowski
- Missa De Angelis VIII (chorał gregoriański)
- Msza "Noel" - G. Desrochers
- Dostojno est’  – Dmytro Bortnianski
- Iże Cheruwimy – Dmytro Bortnianski
- Otcze nasz – Piotr Czajkowski
- Otcze nasz – F. Dubiański
- Sviati Boże – Piotr Czajkowski
- Ach potrzebuję Cię – Krzysztof Kaganiec
- Modlitwa kapłana – Giuseppe Verdi
- Psalm 29 Nieście chwałę mocarze – Mikołaj Gomółka
- Agnus Dei – Wojciech Kilar

## Zarząd chóru
- Nadzór kościelny: proboszcz o. Alan Rusek OFM
- Prezes: p.o. mgr Beata Rąba-Tomica
- Skarbnik: Tadeusz Moryl
- Sekretarz: Barbara Kołcz
- Bibliotekarz: Grażyna Gładysz
- Kronikarz: śp. Rufin Bainczyk (zm. 2 sierpnia 2018)